# Grab des Merire I.
Das Grab des Merire I. (auch als Amarna Grab 4 bezeichnet) ist ein altägyptisches Grabmal in der Nekropole von Amarna in Mittelägypten. Es ist eines der größten und bedeutendsten Privatgräber auf dem nördlichen Friedhof und gehörte dem Würdenträger Merire I., der in der 18. Dynastie unter Pharao Echnaton als Hohepriester des Aton eingesetzt war. Das Grab hat eine Länge von etwa 28 Metern und ähnelt in seiner Raumanordnung sehr den restlichen Gräbern dieses Friedhofs. Norman de Garis Davies datierte den Bauzeitbeginn in das 9. oder 10. Regierungsjahr Echnatons, da die königliche Familie in den Darstellungen mit nur vier statt sechs Prinzessinnen gezeigt wird.

## Beschreibung

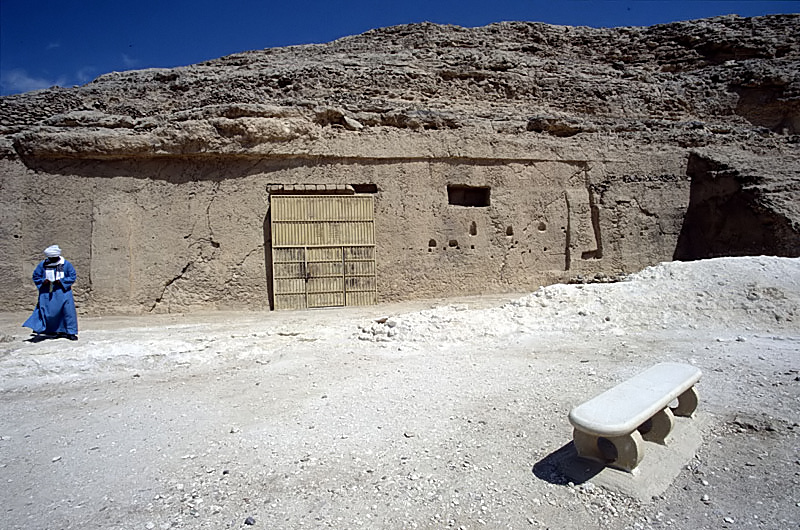
Eingang zum Grab

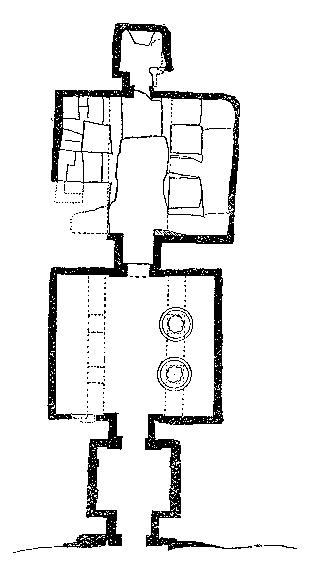
Grundriss des Grabes

Das mit einer Hohlkehle geschmückte Eingangsportal befindet sich im Südwesten und zeigte ursprünglich den Verstorbenen bei der Verehrung des Sonnengottes Aton und des königlichen Paares. Nach einem kurzen Korridor folgt eine kleine Vorkammer, die wegen der leicht gewölbten Decke und einer umlaufenden Hohlkehle wie ein Wohnraum wirkt. Auf der linken und rechten Seite befinden sich roh in Stein gehauene Scheintüren, hinter denen jeweils der betende Grabherr und Stabsträuße dargestellt sind. Weiterhin finden sich Hymnentexte an den Wänden. Eine Besonderheit stellt die Deckendekoration dar, die durch Inschriftenbänder mit blauen Hieroglyphen auf gelbem Hintergrund in drei Abschnitte unterteilt ist. Die Abschnitte sind mit Kassettenmuster und einem Ornament verziert, das an ein Perlennetz erinnert.
Nach einem weiteren Durchgang öffnet sich die 7,90 × 6,70 Meter große Säulenhalle. Zwei der ursprünglich vier vorgesehenen Papyrussäulen sind noch erhalten. Die Halle unterteilt sich in ein Mittelschiff mit einer gewölbten Decke und zwei relativ niedrigen Seitenschiffe. Direkt unter der Decke ist eine Hohlkehle mit Rundstab angebracht, die den Raum größer wirken lässt. Die großflächigen Darstellungen an den Wänden zeigen vor allem die königliche Familie, wogegen der Grabinhaber mit seiner Familie in den Hintergrund rückt. Besonders bekannt ist eine Szene, die die Amtseinsetzung von Merire als Hohepriester zeigt. Die Zerstörungen der Reliefs gehen auf christliche Mönche zurück, die das Grab als Wohnhaus nutzten.
Die sich anschließende Pfeilerhalle ist etwas größer als die Säulenhalle und blieb ebenso wie die nordöstliche Statuenkammer unvollendet. Für die Stützung der Decke waren vier Pfeiler vorgesehen, von denen in der Westecke noch einer unfertig ist.

## Einsetzungsszene
Die sogenannte „Einsetzungsszene“ ist eine der bekanntesten Darstellungen des Grabes. Sie befindet sich in der Säulenhalle auf der linken Seite der Südwand und zeigt Merire bei der Erhebung in das Amt des Hohepriesters des Aton, das in der Amarna-Zeit als das höchste Priesteramt galt. Den größten Teil der Darstellung nimmt das Königspaar Echnaton und Nofretete ein, das sich über die Brüstung eines Erscheinungsfensters beugt und die Ernennung durchführt. Jubelnde Höflinge tragen den Grabinhaber auf den Schultern. In einem Text berichtet Merire von der Berufung:

„Der König spricht: «Siehe, ich setze dich für mich als ‚Größter der Schauenden‘ in den Tempel des Aton in Achetaton ein. Ich tue es aus Liebe zu dir mit folgenden Worten: Mein angesehener Diener, welcher die Lehre wahrhaftig hört! Mit jedem Auftrag, den du ausführst, ist mein Herz zufrieden. Ich gebe dir das Amt und sage: Du sollst die Nahrung des Pharao, deines Herrn, im Tempel des Aton essen!» Merire antwortet: «O du Reicher, der die Bedürfnisse kennt und Aton zufriedenstellt!»“